# XVideos
XVideos е уебсайт за споделяне на порнографско съдържание, вторият най-посещаван след Pornhub (към май 2024 г.).